# Mariya Abakumova
Pour les articles homonymes, voir Abakoumova.
Mariya Vasiliyevna Abakumova (en russe : Мария Васильевна Абакумова), née le 15 janvier 1986 à Stavropol, est une athlète soviétique, puis russe, spécialiste du lancer du javelot. Elle est l'épouse de Dmitriy Tarabin.

## Carrière
En 2008, lors des Jeux olympiques de Pékin, elle remporte initialement la médaille d'argent avec un jet à 70,78 m, médaille qui lui sera retirée en septembre 2016. Le 16 août 2009, à Berlin, en qualifications, elle obtient 68,92 m, meilleure marque mondiale de l'année mais ne termine que troisième de la finale avec 66,06 m. 
Lors des Championnats du monde 2011 de Daegu, elle remporte la médaille d'or avec un jet à 71,99 m, améliorant son record personnel et établissant un nouveau record des Championnats. Mariya Abakumova devance la Tchèque Barbora Špotáková (71,58 m) et la Sud-africaine Sunette Viljoen (68,38 m). Sa performance est la deuxième de tous les temps, à seulement vingt-neuf centimètres du record du monde de Spotakova (72,28 m en 2008).
La Russe connaît néanmoins une déception lors des Jeux olympiques de Londres où elle ne se classe que dixième avec 59,34 m. L'année suivante aux Championnats du monde de Moscou, la Russe décroche une nouvelle médaille de bronze.
Elle ne participe à aucune compétition en 2014 pour maternité puis revient très difficilement en 2015. Aux Championnats du monde de Pékin, elle ne passe pas le cap des qualifications.

## Dopage
Le 24 mai 2016, Abakumova figure sur la liste des 31 athlètes contrôlés positifs à la suite de la réanalyse des échantillons des Jeux olympiques de Pékin de 2008 où elle avait remporté la médaille d'argent. Par conséquent, si l'échantillon B (qui sera testé en juin) s'avère positif, l'athlète sera disqualifiée et déchue de sa médaille. Le 13 septembre 2016, le Comité international olympique lui retire cette médaille d'argent. Le 6 septembre 2018, l’AIU lui retire ses médailles glanées aux Championnats du monde de 2009 et de 2011. Elle ne conserve que sa médaille de bronze remportée aux Mondiaux de Moscou en 2013. 

## Vie privée
À l'automne 2012, elle épouse le lanceur de javelot Dmitriy Tarabin. En 2014, naissent de leur union des jumelles. Le 13 janvier 2018, elle donne naissance à un garçon.

## Palmarès

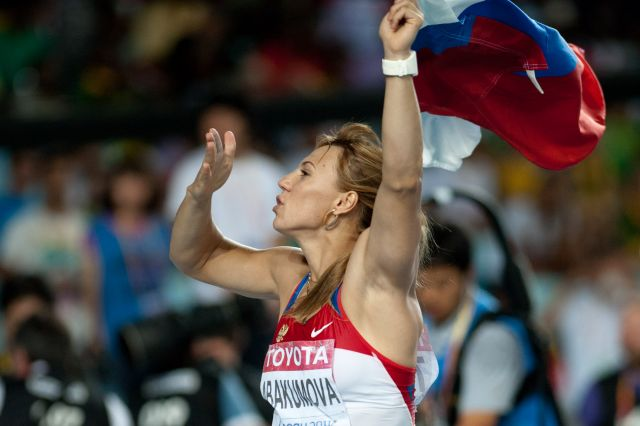
Mariya Abakumova lors des Championnats du monde 2011

| Date | Compétition                          | Lieu             | Résultat | Marque  |
| ---- | ------------------------------------ | ---------------- | -------- | ------- |
| 2003 | Championnats du monde cadets         | Sherbrooke       | 4e       | 51,41 m |
| 2005 | Championnats d'Europe juniors        | Kaunas           | 1re      | 57,11 m |
| 2005 | Universiade                          | İzmir            | 8e       | 53,48 m |
| 2007 | Championnats d'Europe espoirs        | Debrecen         | 6e       | 54,25 m |
| 2007 | Championnats du monde                | Osaka            | 7e       | 61,43 m |
| 2007 | Jeux mondiaux militaires             | Hyderabad        | 2e       | 59,60 m |
| 2008 | Coupe d'Europe des nations           | Annecy           | —        | DQ      |
| 2008 | Jeux olympiques                      | Pékin            | —        | DQ      |
| 2009 | Coupe d'Europe hivernale des lancers | Los Realejos     | —        | DQ      |
| 2009 | Championnats d'Europe par équipes    | Leiria           | —        | DQ      |
| 2009 | Championnats du monde                | Berlin           | —        | DQ      |
| 2009 | Finale mondiale                      | Thessalonique    | —        | DQ      |
| 2010 | Coupe d'Europe hivernale des lancers | Arles            | —        | DQ      |
| 2010 | Championnats d'Europe par équipes    | Bergen           | —        | DQ      |
| 2010 | Championnats d'Europe                | Barcelone        | —        | DQ      |
| 2010 | Coupe continentale                   | Split            | —        | DQ      |
| 2010 | Ligue de diamant                     | Ligue de diamant | —        | DQ      |
| 2011 | Championnats d'Europe par équipes    | Stockholm        | —        | DQ      |
| 2011 | Championnats du monde                | Daegu            | —        | DQ      |
| 2011 | Ligue de diamant                     | Ligue de diamant | —        | DQ      |
| 2012 | Jeux olympiques                      | Londres          | —        | DQ      |
| 2013 | Coupe d'Europe hivernale des lancers | Castellón        | 1re      | 69,34 m |
| 2013 | Championnats d'Europe par équipes    | Gateshead        | 4e       | 57,09 m |
| 2013 | Universiade                          | Kazan            | 1re      | 65,12 m |
| 2013 | Championnats du monde                | Moscou           | 3e       | 65,09 m |
| 2013 | Ligue de diamant                     | Ligue de diamant | 2e       | détails |

## Records
| Épreuve           | Marque       | Lieu   | Date               |
| ----------------- | ------------ | ------ | ------------------ |
| Lancer du javelot | 70,53 m (NR) | Berlin | 1er septembre 2013 |